# رينزو مورو
رينزو مورو هو مهندس معماري سويسري، ولد في 1933.